# Junta Suprema Central
Die Junta Suprema Central y Gubernativa del Reino (Zentral- und Regierungsjunta des Königreichs) war eine Institution, die von September 1808 bis Januar 1810 in den Gebieten Spaniens, die nicht von der Regierung König Josephs I. kontrolliert wurden, die absolute Staatsgewalt im Namen des Königs Ferdinand VII. ausübte.

## Vorgeschichte
Sowohl König Karl IV. als auch sein Sohn König Ferdinand VII. von Spanien wurden im Mai 1808 während ihrer Anwesenheit in Bayonne in Frankreich von Napoléon Bonaparte zum Rücktritt genötigt. 
Napoleon setzte seinen Bruder Joseph zum neuen König von Spanien ein. Die Macht der von König Josef geführten Regierung und Verwaltung reichte aber nicht über ganz Spanien. Andererseits wurden die Anordnungen des Rey Intruso (unerwünschten Königs) von Teilen der spanischen Verwaltung ignoriert. Daraufhin bildeten sich in ganz Spanien, besonders aber in den nicht von französischen Truppen beherrschten Gebieten Juntas Provinciales, die eine örtliche Verwaltung an den von König Josef getroffenen Anordnungen vorbei organisierten. Diese Juntas bildeten sich teilweise aus vorhandenen Institutionen wie z. B. Stadträten und Regionalversammlungen. Um auch überregionale Angelegenheiten, besonders die Aufstellung und Ausrüstung einer Befreiungsarmee oder den Kontakt mit dem Ausland, regeln zu können, war es nötig, eine Dachorganisation dieser Juntas zu bilden. Vertreter der Juntas Proviciales bildeten im September 1808 eine Junta Suprema Central y Gubernativa del Reino. 
Die Gründung der Junta Suprema Central y Gubernativa del Reino wurde nicht als ein revolutionärer Akt gesehen, bei dem die Regierung des Königs oder gar der König Ferdinand VII. selber durch Vertreter der Bevölkerung ersetzt wurden. Diese Junta gab alle ihre öffentlichen Erklärungen im Namen des Königs Ferdinand VII. ab. Die Einsetzung der Junta fand am 25. September 1808 in einem feierlichen Akt in der Schlosskirche in  Aranjuez statt, bei dem die Mitglieder auf König Ferdinand vereidigt wurden. Die Junta verlegte im November 1808 ihren Sitz erst in die Extremadura, dann nach Sevilla und endlich auf die Isla de León bei Cádiz.

## Zusammensetzung der Junta

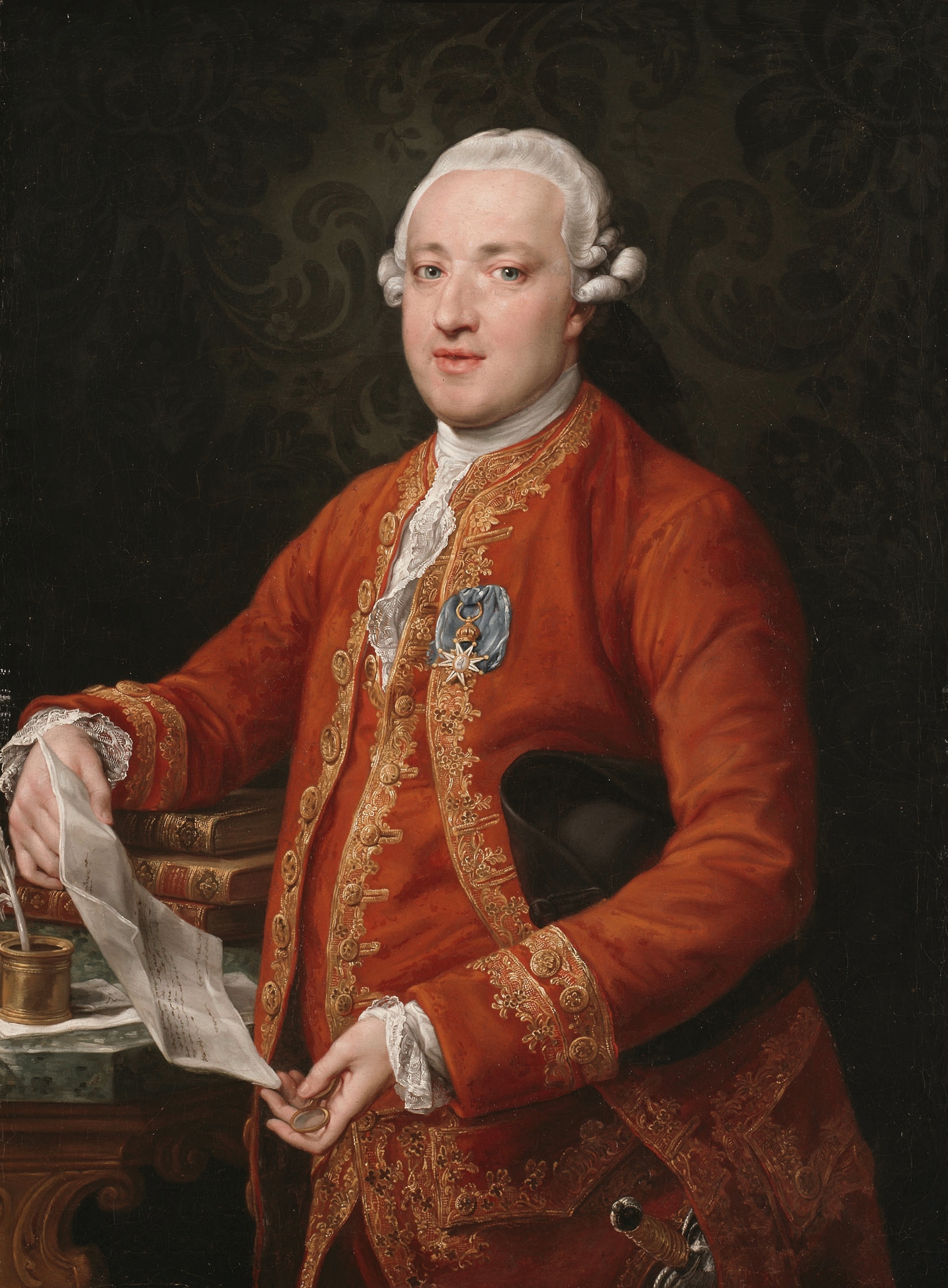
José Moñino y Redondo, Graf de Floridablanca

Die Junta setzte sich im Jahr 1808 aus ca. 35 Mitgliedern zusammen. Die meisten Provinzjuntas delegierten zwei Vertreter. Die Überseeischen Provinzen (Amerika und die Philippinen) waren nicht vertreten. Unter den Vertretern befanden sich sowohl Mitglieder des Hochadels als auch des hohen Klerus. Auch verschiedene Politiker, die unter den Königen Karl III. und Karl IV.  Minister waren, gehörten der Junta an. Der erste Vorsitzende der Versammlung war der frühere Minister José Moñino y Redondo,  Graf Floridablanca, der allerdings Ende Dezember 1808 starb.

## Tätigkeit der Junta
Bei der Junta handelte es sich um ein Organ, das sowohl legislative, als auch exekutive Aufgaben erfüllte. Zu diesem Zweck bildeten sich innerhalb der Junta verschiedene Ausschüsse, die in ihren Aufgaben und ihrer Arbeitsweise gewisse Ähnlichkeiten mit der Consejos aufwiesen, in denen seit den Habsburgern die Regierungsgeschäfte und die Verwaltungstätigkeit koordiniert wurden.
Die wohl bedeutendste Maßnahme der Junta war die Einberufung der Cortes von Cádiz. Besonders auffallend ist hierbei, dass keine Ständeversammlung einberufen wurde, sondern ein Einkammerparlament mit gleichberechtigten Mitgliedern aus Spanien und den Überseeischen Gebieten. Eine weitere Maßnahme war die Erhebung einer Kriegssteuer. Mit den Einnahmen dieser Steuer wurde eine neue Armee aufgestellt, die zusammen mit der Britischen Armee den Kampf gegen die französische Besetzung wieder aufnehmen konnte. Zu diesem Zweck schloss die Junta mit der britischen Regierung im Januar 1809 einen Bündnisvertrag ab.
Mit einem Dekret vom 29. Januar 1810 löste sich die Junta Suprema Central auf und übertrug ihre legislative Macht auf die Cortes und ihre exekutive Macht auf einen noch zu bildenden Regentschaftsrat, das Consejo de Regencia de España e Indias.